# Beaujolais
Beaujolais är ett distrikt i södra delen av den franska vinregionen Bourgogne, beteckningen på ett lätt och fruktigt rött vin från detta område, och ett landskap nordväst om Lyon i Frankrike.
Beaujolaisviner är i de flesta fall röda och framställs av druvsorten Gamay, med den fullständiga franska beteckningen Gamay noir a jus blanc. Beaujolaisviner framställs vanligen genom kolsyrejäsning, vilket bidrar till deras lätta, fruktiga karaktär, där associationer till skumbanan och syntetisk godisarom inte är ovanliga. De mest "seriösa" beaujolaisvinerna kan dock ha fatkaraktär och, särskilt med några års mognad, vara svåra att skilja från röda bourgogneviner gjorda på Pinot Noir.
Beaujolais delas in i tre AOC med stigande kvalitetskrav:
- Beaujolais, som får framställas var som helst i distriktet
- Beaujolais Village, som får framställas i en mindre del av distriktet
- Beaujolais Cru (10 byar som får sätta ut bynamnet som vinbeteckning)
  - Brouilly
  - Chénas
  - Chiroubles
  - Côte de Brouilly
  - Fleurie
  - Juliénas
  - Morgon
  - Moulin à vent
  - Régnié
  - Saint-Amour

Distriktets största tillverkare är Georges Duboeuf, som har betytt mycket för marknadsföringen av beaujolaisvinerna.

## Beaujolais Nouveau
En stor del av Beaujolais produceras under beteckningen “nouveau” (ibl. “primeur”), en så stor del att många vinköpare tror att all Beaujolais är Noveau, och inte är medvetna om de fatjästa, bitvis lagringsdugliga Beaujolais Cru-vinernas existens. Beaujolais Nouveau är ett vin som jästs snabbt och inte mognats genom lagring. Den får börja säljas från och med den tredje torsdagen i november skördeåret och fraktas snabbt runt om i världen - ofta med flyg. Den åtföljande reklamsloganen är Le Beaujolais Nouveau est arrivé!. Beaujolais nouveau är ofta mycket lätt och saftigt. Nouveau tål inte att lagras, utan bör drickas inom ett halvår.
Ett tag var Nouveau väldigt trendigt, men verkar nu gå ner i popularitet till förmån för "riktig" Beaujolais. Detta har resulterat i en ökande trend att tillverka Beaujoulais med en gammal jäsningsmetod som användes mycket på 1700-talet. Processen är mycket långsammare men resulterar i en fruktigare smak, något som ju är utmärkande för Beaujolaisvinerna. Nackdelen med denna jäsprocess är att den tar längre tid och vinerna blir dyrare.